# Amtsgericht Selb

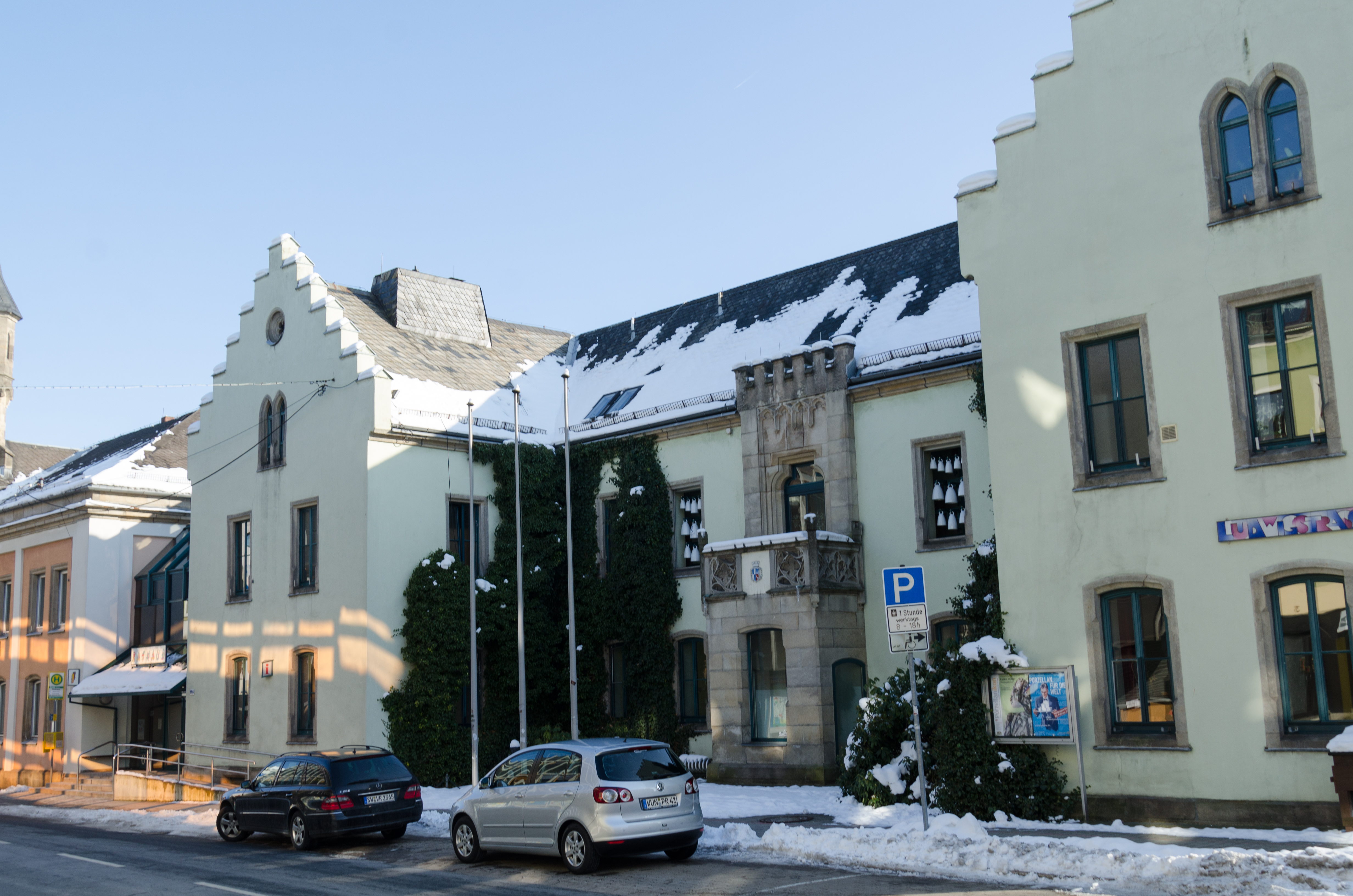
Das Amtsgericht Selb (2015)

Das Amtsgericht Selb war ein von 1879 bis 1973 bestehendes bayerisches Gericht der ordentlichen Gerichtsbarkeit mit Sitz in der Stadt Selb.

## Geschichte
Selb war Amtssitz im „Sechsämterland“ im Fürstentum Brandenburg-Kulmbach und wurde im Jahr 1810 in das Königreich Bayern eingegliedert. 1812 wurde im Verlauf der Verwaltungsneugliederung Bayerns ein Landgericht älterer Ordnung in Selb errichtet.
Anlässlich der Einführung des Gerichtsverfassungsgesetzes am 1. Oktober 1879 wurde im oberfränkischen Selb ein Amtsgericht errichtet mit identischem Sprengel wie das zu gleich aufgehobene Landgericht Selb. Der Amtsgerichtsbezirk Selb umfasste somit die Gemeinden Erkersreuth, Heidelheim, Hohenberg an der Eger, Längenau, Lauterbach, Mühlbach, Neuhaus an der Eger, Neuhausen, Oberweißenbach, Plößberg, Schönwald, Selb, Silberbach, Spielberg, Unterweißenbach und Vielitz. Die übergeordneten Instanzen waren das Landgericht Hof und das Oberlandesgericht Bamberg.
Mit Inkrafttreten des Gesetzes über die Organisation der ordentlichen Gerichte im Freistaat Bayern (GerOrgG) am 1. Juli 1973 wurde das Amtsgericht Selb aufgehoben und dessen Bezirk mit Ausnahme der – als Teil des nunmehrigen Landkreises Hof – dem Amtsgericht Hof zugeteilten Gemeinde Neuhausen dem Amtsgericht Wunsiedel zugewiesen.

## Gerichtsgebäude
Das Amtsgerichtsgebäude, ein 1860 errichteter neugotischer Bau mit Seitenflügeln in der Ludwigstraße 4, steht heute unter Denkmalschutz.